# Ham-sur-Meuse
Ham-sur-Meuse is een gemeente in het Franse departement Ardennes (regio Grand Est) en telt 244 inwoners (2005). De plaats maakt deel uit van de Pointe de Givet in het arrondissement Charleville-Mézières.

## Geografie
De oppervlakte van Ham-sur-Meuse bedraagt 6,2 km², de bevolkingsdichtheid is 39,4 inwoners per km².

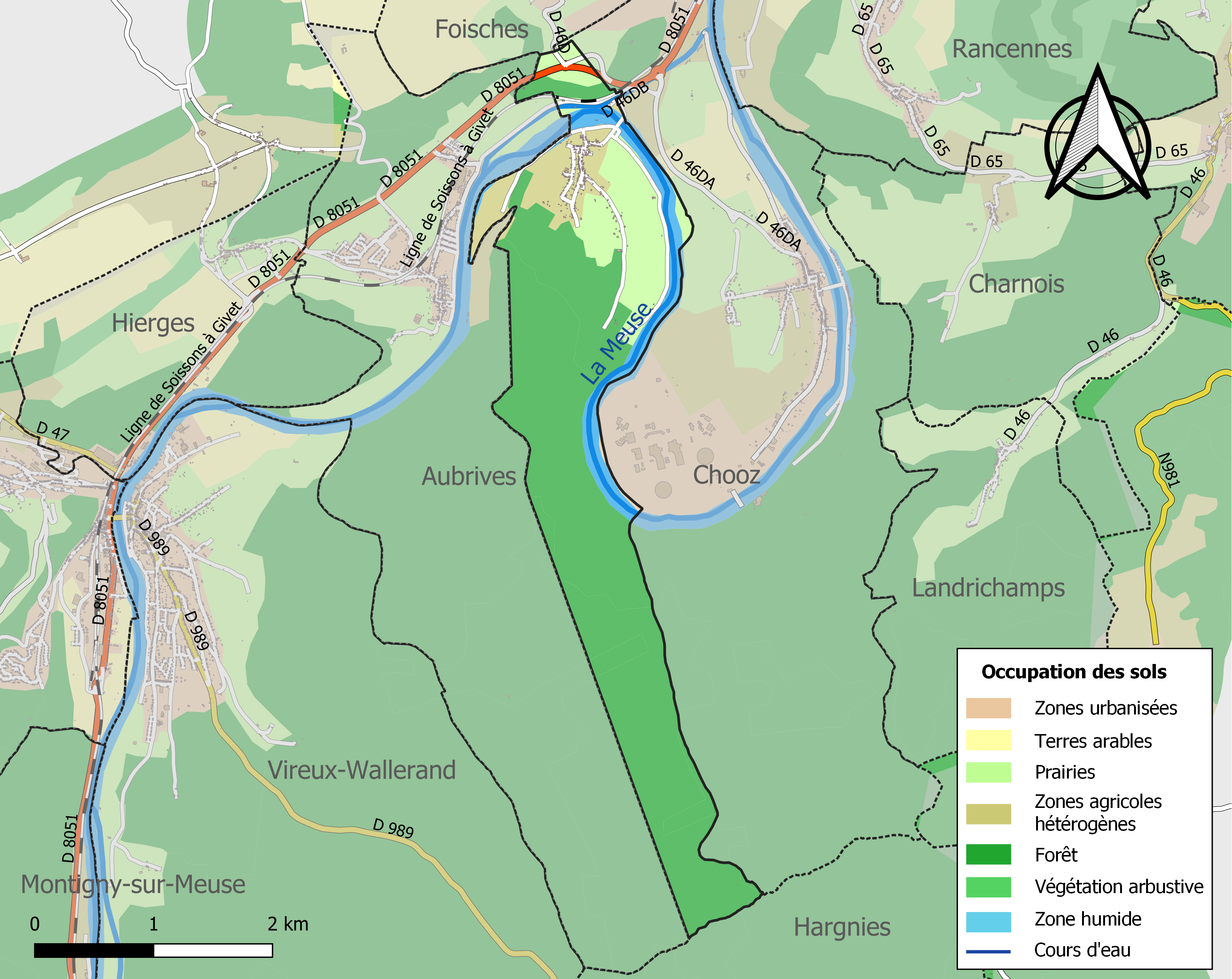
Kaart van de gemeente met de belangrijkste infrastructuur, bodemgebruik en omliggende gemeenten

## Demografie
Onderstaande figuur toont het verloop van het inwonertal (bron: INSEE-tellingen).
Vanwege een beveiligingsprobleem met de MediaWiki Graph-software is het momenteel niet mogelijk deze grafiek weer te geven. Zodra de software is bijgewerkt zal de grafiek vanzelf weer zichtbaar worden.

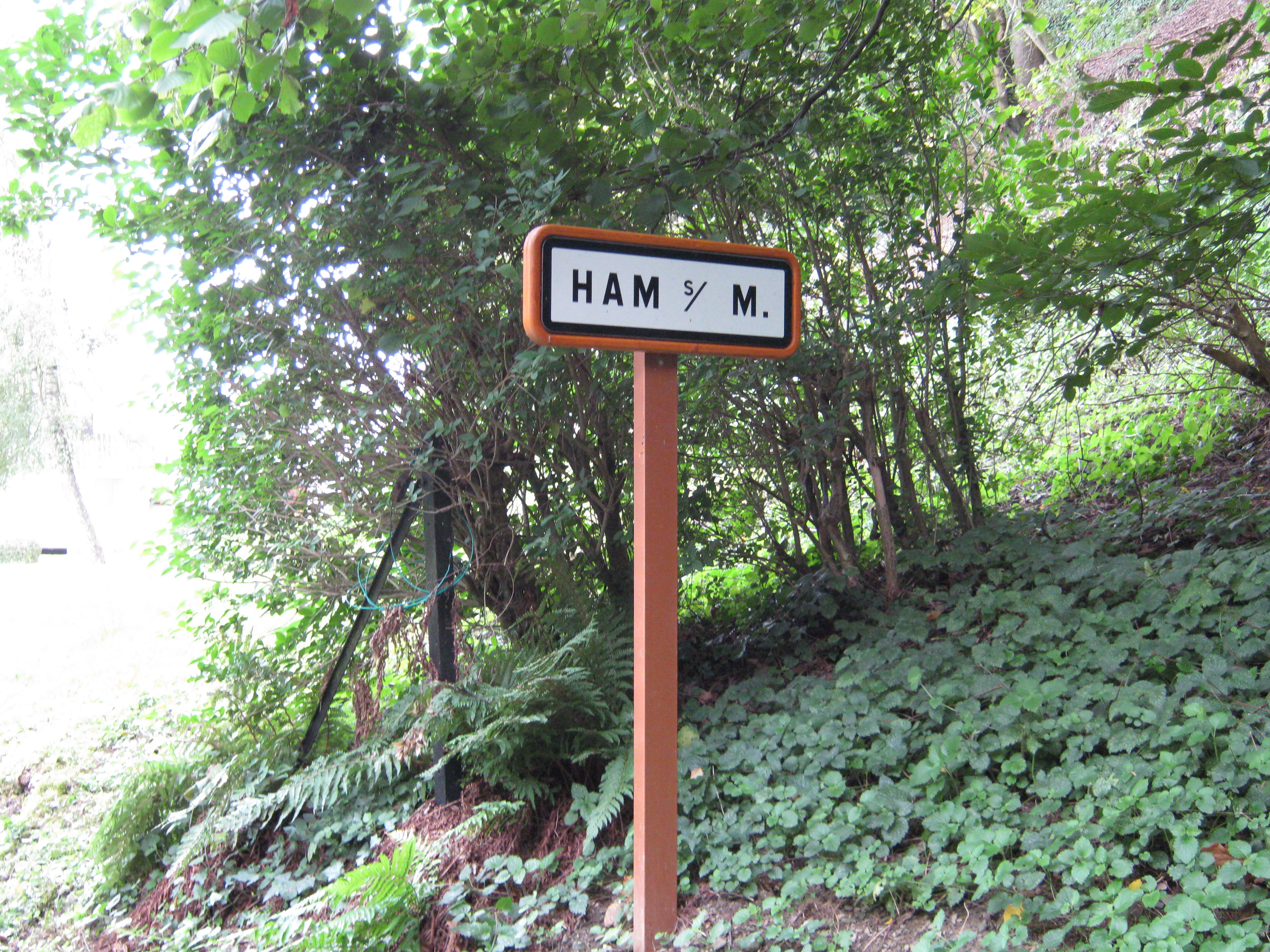
Entree Ham-sur-Meuse
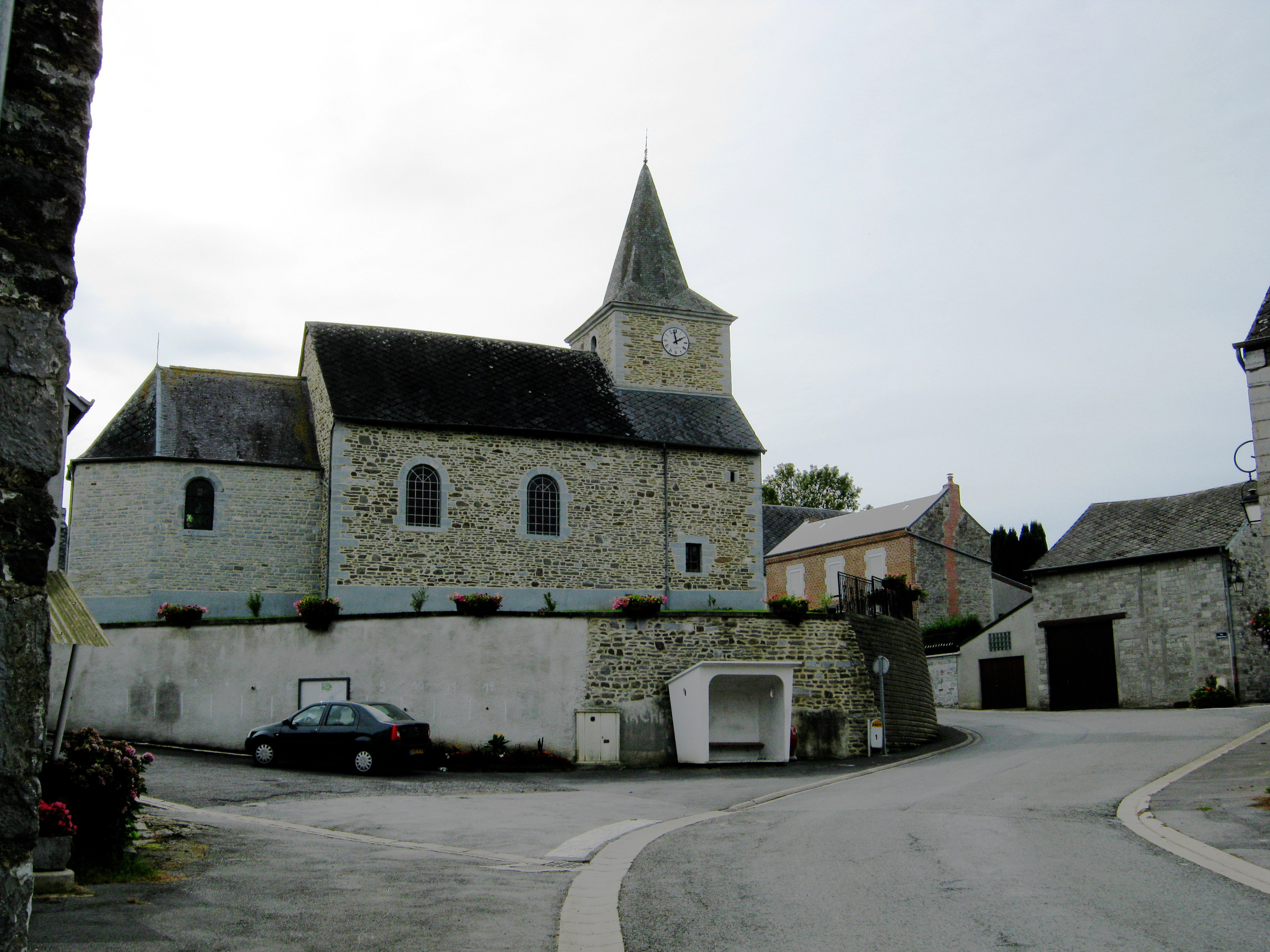
Kerk
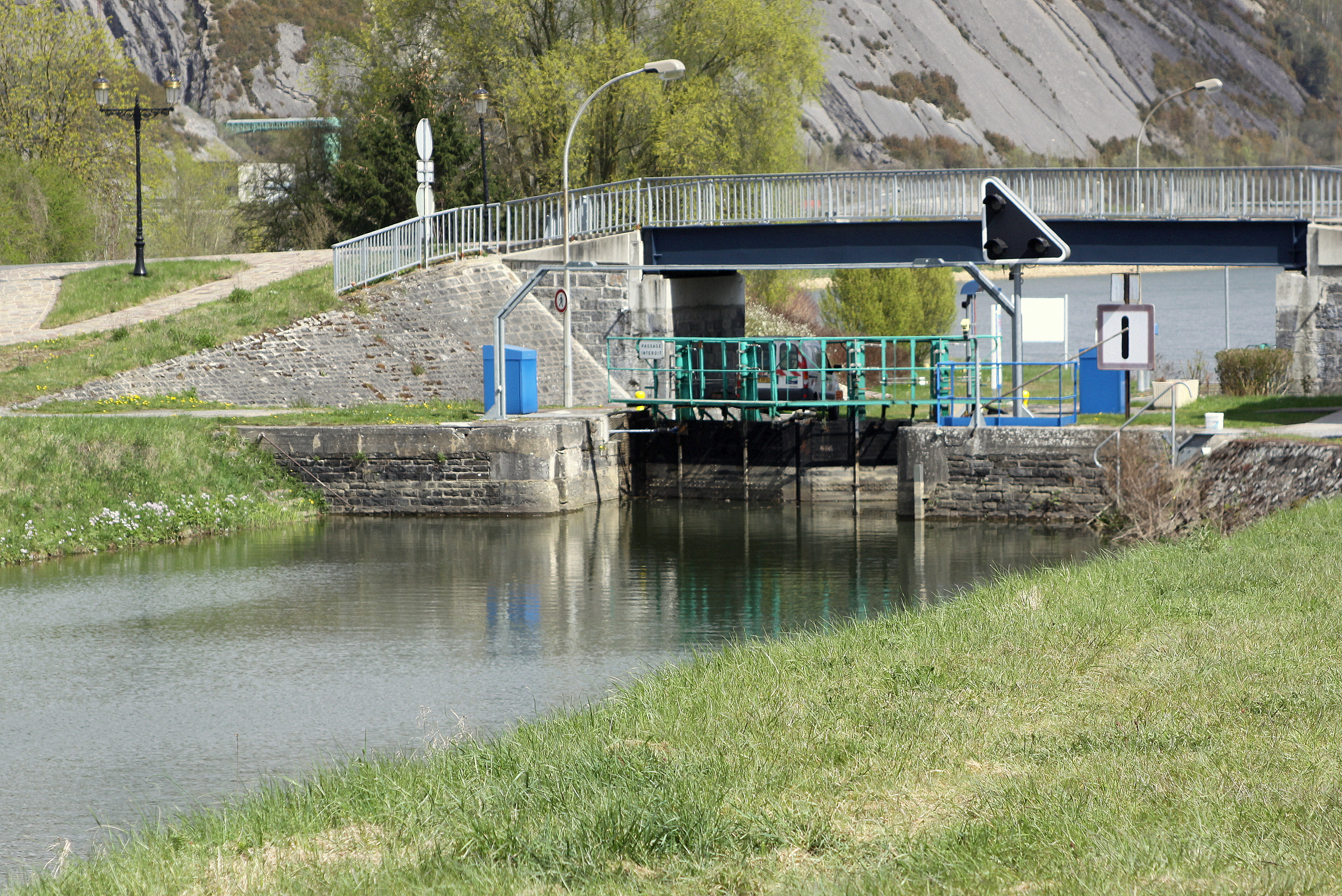
Sluis in de Maas bij Trois Fontaines